# Шеховцов, Валерий Николаевич
Вале́рий Никола́евич Шеховцо́в (род. 16 апреля 1964, Харьков, Украинская ССР, СССР) — российский журналист, продюсер, режиссёр, директор фестиваля документального кино стран СНГ «Евразия.DOC», автор таких популярных телепроектов, как «Дело принципа», ток-шоу «Я — мама!» и ряда других. Соавтор и продюсер документальных фильмов, вызвавших международный общественный резонанс, «Нацизм по-прибалтийски», «Прибалтика. История одной „оккупации“», «Украина. Повторение пройденного».

## Биография
Родился 16 апреля 1964 года в Харькове. Окончив школу, работал на различных предприятиях г. Харькова токарем, грузчиком, электриком-осветителем. C 1983 года по 1985 год проходил службу в Советской Армии. В 1987 году поступил на факультет журналистики Московского государственного университета им. М. В. Ломоносова, телевизионное отделение.
Первые публикации — «Комсомольская правда», «Славянский вестник». Работал креатором и художественным редактором в рекламных агентствах: «Аврора», «ИнтерВид», заместителем генерального директора медиа-концерна «СММ» («Системы Масс-Медиа»). Один из основателей рекламных агентств: «Реклама-Фонд», «Арбитрум», «Медиа-Нова», а также компаний-операторов наружной рекламы «Река Солнце», «Базис-Медиа».
Консультант на выборах депутатов в Государственную думу III созыва. Помощник депутата, председателя комиссии по межнациональным и межконфессиональным отношениям IV созыва Московской городской думы.
С 1995 года — генеральный директор продюсерского центра «Студия Третий Рим».
В разное время — руководитель проектов, продюсер и ведущий телевизионных программ: «Мир искусства», «Канон», «Открытия недели», «Планета Связи», «Автоответчик», ток-шоу «Я-мама!», проекта «Дело принципа».
Продюсер и соавтор более 50-ти документальных фильмов, среди которых: «Зоя Космодемьянская. Правда о подвиге», «Нацизм по-прибалтийски», «Планета Океан», «Хроники „чёрных“ ящиков», «Вера Волошина», «Украина. Повторение пройденного», «Прибалтика. История одной „оккупации“». «Линия фронта», «Монастырь».
Режиссёр документальных фильмов: «1812. Первая Отечественная», «Смоленск — западный щит России», «Православие на Британских островах», «Православие в Америке», «Источник» № 13 и других.
Член Союза журналистов России, Союза кинематографистов России, Российской Ассоциации по связям с общественностью.

## Награды и достижения
- Указом Святейшего Патриарха Московского и Всея Руси Кирилла удостоен юбилейной медали Русской Православной Церкви «В память 200-летия победы в Отечественной войне 1812 года».
- Награждён памятным знаком «За заслуги» Федеральной службы РФ по контролю за оборотом наркотиков.
- Благодарности от руководства государственных структур и ведомств, религиозных и общественных организаций.